# Grzegorz Potrzuski
Grzegorz Potrzuski (ur. 24 listopada 1974 w Nidzicy) – generał brygady Wojska Polskiego; dowódca 23 Śląskiego pułku artylerii (2017–2020); od 19 maja 2025 r. szef Zarządu Planowania i Programowania Rozwoju Sił Zbrojnych P5 Sztabu Generalnego WP.

## Życiorys
Grzegorz Potrzuski urodził się 24 listopada 1974 r. w Nidzicy. Uczył się w Szkole Podstawowej nr 3 w Nidzicy, potem w liceum zawodowym w Zespole Szkół Zawodowych i Ogólnokształcących, gdzie zdał egzamin maturalny.
We wrześniu 1993 r. rozpoczął studia jako podchorąży Wyższej Szkoły Oficerskiej Wojsk Rakietowych i Artylerii w Toruniu, które ukończył na kierunku artyleria lufowa w 1997 r. W tym samym roku rozpoczął zawodową służbę wojskową na stanowisku dowódcy plutonu w 1 Warszawskiej Brygadzie Pancernej w Wesołej. Jednocześnie rozpoczął studia na Uniwersytecie Warszawskim na wydziale politologii, gdzie uzyskał tytuł magistra. Następnie pełnił obowiązki dowódcy baterii artylerii, po czym szefa sztabu – zastępcy dowódcy dywizjonu artylerii samobieżnej. W 2006 r. został skierowany na podyplomowe studia operacyjno-taktyczne w Akademii Obrony Narodowej, po ukończeniu których objął stanowisko specjalisty w Szefostwie Wojsk Rakietowych i Artylerii Dowództwa Wojsk Lądowych. W 2009 r. objął obowiązki dowódcy dywizjonu artylerii samobieżnej w 15 Brygadzie Zmechanizowanej. 
W 2010 r. ukończył podyplomowe studia w Wojskowej Akademii Technicznej na Wydziale Mechatroniki. W 2013 r. został szefem Wojsk Rakietowych i Artylerii 15 Giżyckiej Brygady Zmechanizowanej, pełnił także obowiązki szefa szkolenia Brygady. W 2015 r. został skierowany do wykonywania zadań w PKW Kosowo jako szef Wydziału Działań Informacyjnych (INFO OPS) w Kwaterze Głównej HQ KFOR w Prisztinie. Od 2016 r. był zastępcą dowódcy 5 pułku artylerii. 14 listopada 2017 r. w Bolesławcu przejął dowodzenie 23 Śląskim pułkiem artylerii od płk. Pawła Świtalskiego. 29 listopada 2017 r. został wyznaczony przez ministra obrony narodowej Antoniego Macierewicza na stanowisko dowódcy VII zmiany PKW RSM Afganistan. 7 grudnia 2017 r. w Bagram przejął obowiązki dowódcy VII zmiany od dowódcy VI zmiany płk. Piotra Fajkowskiego. 14 czerwca 2018 r. w obecności zastępcy dowódcy „Resolute Support Mission” gen. broni Richarda Cripwelli przekazał dowodzenie dla dowódcy VIII zmiany płk. Piotra Kaczmarka, jednocześnie został odznaczony amerykańskim odznaczeniem wojskowym Meritorious Service Medal przez dowódcę bazy gen. bryg. Tery Williamsa. 
Po misji w Afganistanie powrócił do obowiązków dowódcy 23 pułku artylerii. Był organizatorem w Bolesławcu XXIV Mistrzostw Sportowo-Obronnych Stowarzyszeń Młodzieżowych o puchar MON, które odbyły się w 23 pa w dniach 13–16 września 2018 r.. 24–27 września 2018 r. w Ośrodku Szkolenia Poligonowego Wojsk Lądowych w Żaganiu był kierownikiem ćwiczenia taktyczno-specjalnego „Tornado-18” z 1 dywizjonem artylerii samobieżnej, batalionem logistycznym oraz amerykańską baterią haubic samobieżnych Palladin 155 mm z 1 Batalionu Artylerii 82 Pułku Artylerii Polowej (82nd Field Artillery Regiodznaczeniement), która wykonywała zadania wsparcia ogniowego na rzecz ćwiczącego dywizjonu 23 pa. 20–21 listopada 2019 r. w Ośrodku Szkolenia Centrum Szkolenia Artylerii i Uzbrojenia w Toruniu przeprowadził trening kierowania ogniem „Nawała-19” ze strzelaniem amunicją bojową 3 dywizjonu artylerii rakietowej z wyrzutniami WR-40 Langusta, 1 dywizjonu artylerii samobieżnej z armatohaubicami Dana oraz z amerykańską baterią artylerii z 16 Pułku Artylerii Polowej, wyposażoną w haubice Paladin, która wykonywała zadania wsparcia ogniowego na rzecz dywizjonów 23 pa.
3 kwietnia 2020 r. w Bolesławcu w obecności dowódcy 11 Lubuskiej Dywizji Kawalerii Pancernej gen. bryg. Dariusza Parylaka przekazał dowodzenie 23 Śląskim pułkiem artylerii ppłk. Markowi Wasielewskiemu. Następnie został skierowany na studia w Wojennej Akademii Armii Stanów Zjednoczonych – US Army War College w Carlisle Barracks, które ukończył jako studia generalskie (Podyplomowe Studia Polityki Obronnej), po czym został wyznaczony po powrocie do kraju na stanowisko szefa Wojsk Rakietowych i Artylerii 18 Dywizji Zmechanizowanej w Siedlcach. 21 stycznia 2022 minister obrony narodowej Mariusz Błaszczak w obecności dowódcy generalnego RSZ Jarosława Miki wręczył mu i innym oficerom Wojska Polskiego nominację na nowe stanowisko służbowe szefa sztabu 18 DZ, z dniem objęcia 1 lutego 2022 r.. 14 sierpnia 2023 r. został awansowany przez prezydenta RP Andrzeja Dudę na stopień generała brygady. 18 września 2023 r. szef MON Mariusz Błaszczak wyznaczył gen. bryg. Grzegorza Potrzuskiego na stanowisko szefa Zarządu Wojsk Rakietowych Dowództwa Generalnego Rodzajów Sił Zbrojnych i Artylerii z dniem objęcia stanowiska 24 października 2023 r.. W 2023 r. ukończył studia podyplomowe w Akademii Leona Koźmińskiego w Warszawie na kierunku coaching. Decyzją z dnia 16 maja 2025 r. ministra obrony narodowej Władysława Kosiniaka-Kamysza został wyznaczony z dniem 19  maja 2025 r. na stanowisko Szefa Zarządu Planowania i Programowania Rozwoju Sił Zbrojnych P5 Sztabu Generalnego WP. Decyzję o wyznaczeniu na nowe stanowisko służbowe wręczył mu sekretarz stanu w MON Paweł Bejda.

## Awanse

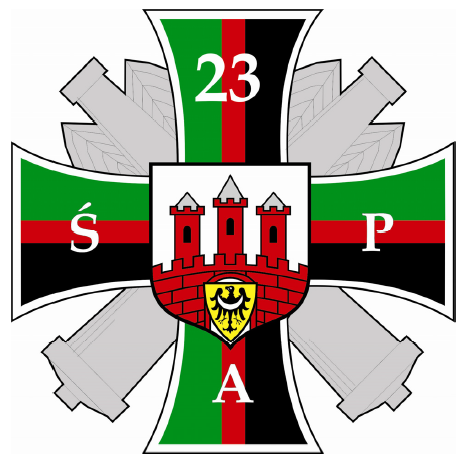
Był dowódcą 23 pa (2017–2020)

- podporucznik – 1997[1]

(...)
- generał brygady – 2023[21]

## Ordery, odznaczenia i wyróżnienia
- Wojskowy Krzyż Zasługi z Mieczami – 2018[22]
- Srebrny Medal "Za zasługi dla obronności kraju"[7]
- Medal NATO za misję KFOR – 2015[7]
- Gwiazda Afganistanu[23]
- Meritorious Service Medal – 2018[9]
- Medal NATO za misję Resolute Support[23]
- Odznaka Honorowa Wojsk Lądowych[23]
- Buzdygan Honorowy – 2023[23]
- Odznaka pamiątkowa 23 pułku artylerii – 2017 (ex officio)

i inne